# Мачида
Мачида е град в префектура Токио в Япония. Населението на Мачида е 433 938 жители (по приблизителна оценка от октомври 2018 г.), а общтата площ 71,62 кв. км. Намира се в часова зона UTC+9. Градът разполага с футболен отбор и университет. Развит е жп транспортта. От Мачида е създателя на Покемон.